# Montagne (Gironde)
Montagne is een gemeente in het Franse departement Gironde (regio Nouvelle-Aquitaine). De plaats maakt deel uit van het arrondissement Libourne. Montagne telde op 1 januari 2022 1.520 inwoners.

## Geografie
De oppervlakte van Montagne bedroeg op 1 januari 2022 26,66 vierkante kilometer; de bevolkingsdichtheid was toen 57 inwoners per km².

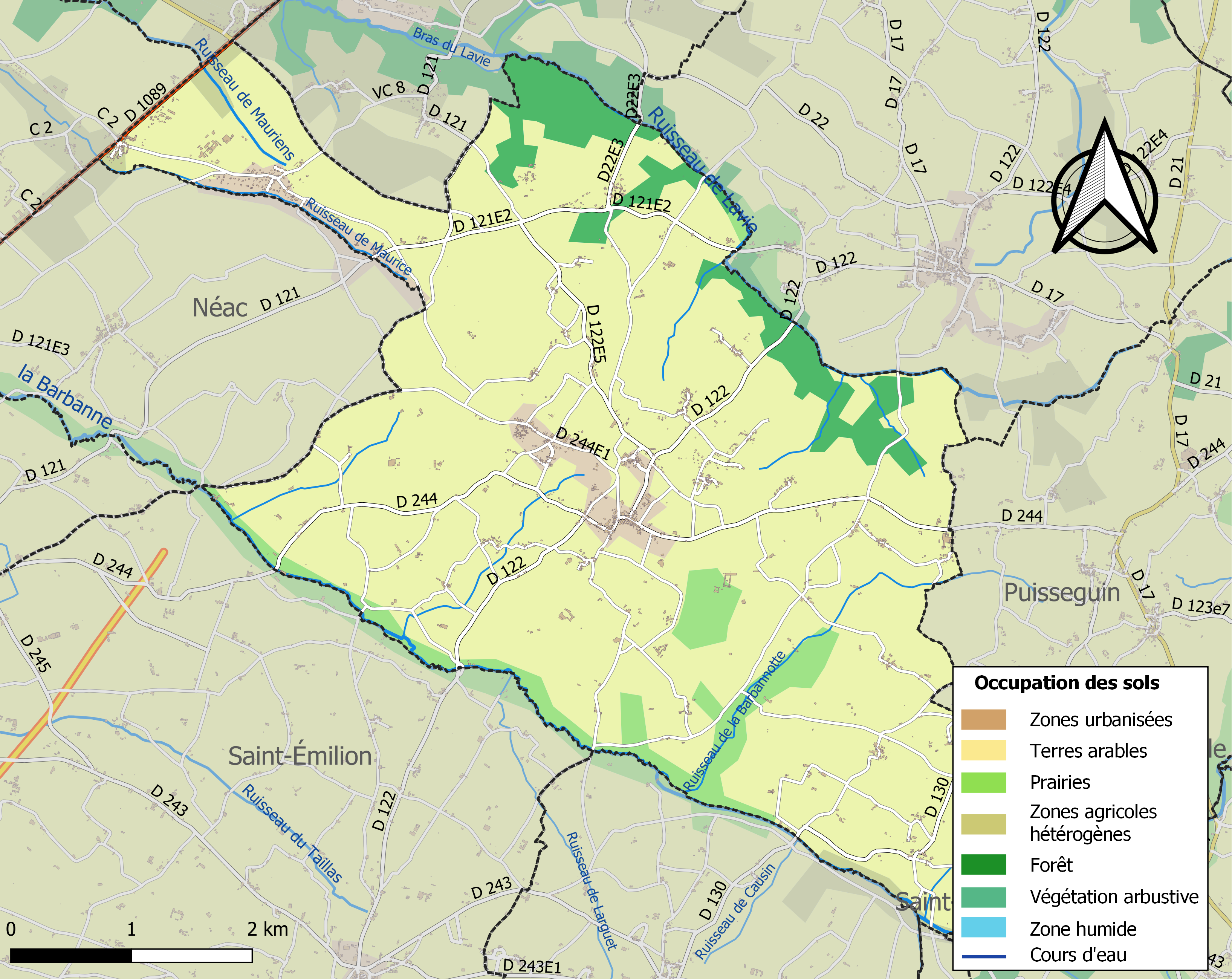
Kaart van de gemeente met belangrijkste infrastructuur, bodemgebruik en omliggende gemeenten

## Demografie
Onderstaande figuur toont het verloop van het inwonertal (bron: INSEE-tellingen).